# Rebirth (manhwa)
Rebirth är en manhwaserie av Kang-Woo Lee som har utgetts sedan 1998 i Sydkorea och i december 2010 omfattade 26 volymer. Serien har översatt till engelska och svenska. Den svenska utgivningen startade 2005 och i juni 2008 hade 16 volymer översatts. Svenskt förlag är B. Wahlströms bokförlag, under varumärket Megamanga. För översättningen till svenska står Zacharias Lindgren (vol. 1-4) och Tove Lindholm (de övriga volymerna).

## Handling
Rebirth handlar om vampyren Deswithat som för 357 år sedan blev fängslad av sin vän, besvärjaren Kal (förkortning för Kalutika), i mörkrets värld. När han till sist blir befriad av några spökjägare vill han hämnas. Han vill lära sig vit magi vilket tycks verka vara omöjligt för en vampyr för att kunna döda Kal, som fängslade honom och dödade hans älskade Lilith. När Kal väl har dött så vill Deswithat också dö, men han har en förbannelse som gör att han inte kan dö en naturlig död utan han måste ta sitt liv eller bli mördad. Frågan är om han kommer att göra det?
Vol. 1:
Vampyren Deswithat har varit fängslad i Limbo under trehundra år. Ett välmenande gäng spökjägare råkar förstöra det som håller honom fången, och hämndens timma är slagen. Besvärjaren Kalutika, den som fängslade Deswithat, är den mäktigaste personen i världen och planerar att förstöra världsalltet. Hämnd blir till frälsning, Deswithas och världens. 
Vol. 2:
Ljusets och mörkrets urkrafter är inte nödvändigtvis knutna till det vi kallar gott och ont. Kalutika stred en gång för världens goda men har även efter sitt fall absolut makt över ljusmagin. Om Deshwitat ska kunna besegra honom måste han göra det otänkbara - att som vampyr sluta sig till ljuset och slå Kalutika med hans egna vapen. Enligt västerländsk magisk tradition skulle detta vara omöjligt, men det sägs att en grupp buddhistmunkar i Kina lyckats överskrida gränsen mellan ljus och mörker, så Kalutika och hans motvilliga följeslagare ställer siktet österut.
Vol. 3:
Deshwithat möter Beryun, en vacker och dödlig Golem skapad av Buddhistmunkar. Hon är en levande Yin/Yan symbol, en perfekt blandning av ljus och mörker. Kan det hjälpa Deshwithat i hans kamp mot Kalutika? Eller behöver han resa tillbaks till väst, till källan för ljusmagin - Vatikanen?
Vol. 4:
Vampyren Deshwitats jakt på kunskap om vit magi har fört honom till Vatikanen. Väl framme får han en oväntad inbjudan från kyrkans sändebud, men det visar sig att en mörkrets varelse inte kan lita på ljusets tjänare. Deshwitat blir attackerad av en grupp präster under ledning av den galne biskop Bernard. Biskopen har bestämt sig för att göra slut på all omoral och synd som han anser har översvämmat världen. Världen måste helt enkelt gå under för att kunna renas. Det enda som står emellan honom och hans mål är vampyren och hans brokiga lilla skara av följeslagare.
Vol. 5:
Vampyren Deshwitat kämpar för sitt liv, fångad djupt nere i tunnlarna under en katedral i Vatikanen. Han försöker desperat fly undan en galen biskop och dennes elitgrupp av exorcister. Biskopen vägrar acceptera vad de gamla skrifterna antyder - att vampyren skulle vara världens räddare. I katedralens arkiv finns en regnbågsskimrande sten som hindrar vampyren från att använda sina magiska krafter inom byggnadens väggar. Deshwitats vänner lyckas ta sig in i arkivet, men det visar sig snart att hela katedralen kommer att jämnas med marken om någon försöker förstöra stenen...
Vol. 6:
Släkten Maybus rykte har i många år förfallit och familjens överhuvud är beredd att gå hur långt som helst för att återupprätta släktnamnets forna glans. Men hans ende son, Kalutika Maybus, är en försiktig och vänligt sinnad pojke. Det är egenskaper som inte uppskattas av fadern. Så han bestämmer sig för att pojken måste bli man över en natt, genom att begå ett fruktansvärt dåd. Den natten förlorar den unge vampyren Deshwitat hela sin familj. Han förlorar också den gnutta mänsklighet som tidigare funnits i honom.
Missa inte hur blodsfejden mellan magikern och vampyren i Rebirth började.
Vol. 7:
Den unge adelsmannen Kalutika Maybus har stigit snabbt i rang inom kyrkans riddarkår och inser att han behöver en slagkraftig kämpe vid sin sida. Vem passar då bättre än Rett Butler, en bråkstake utan något att förlora? Det omaka parets första uppdrag blir att undersöka varför invånarna i en by försvunnit spårlöst. Aningslösa rider de rakt in i ett fruktansvärt blodbad och står plötsligt öga mot öga med den hämndlystne vampyren Deshiwat.
Vol. 8:
Major Kalutika Maybus tycker att det är slöseri med tid när han får i uppdrag att eskortera den vackra adelsdottern Lilith Servino till hennes bröllop. Men under resan blir de plötsligt attackerade av ett rövarband som är ute efter flickan. Kalutikas mannar lider ett svårt nederlag och vampyren Deshwitat verkar vara den ende som kan rädda Lilith. Men är en vampyr verkligen villig att sätta sitt eget liv på spel för att rädda en människa?
Vol. 9:
Rett och Kalutika har hittat den försvunna Lilith Servino, men kan de stå upp mot de galna vildarna i rövarbandet som kallar sig Träskklanen? Mot dessa monster verkar inte ens vampyren Deshwitats demoniska krafter vara tillräckliga.